# Armadillo de tres bandes
Els armadillos de tres bandes (Tolypeutes) són un gènere d'armadillos tolipeutins que conté dues espècies: l'armadillo de tres bandes meridional (T. matacus) i l'armadillo de tres bandes brasiler (T. tricinctus). Viuen a Sud-amèrica, principalment al Brasil.